# Maha Bandula

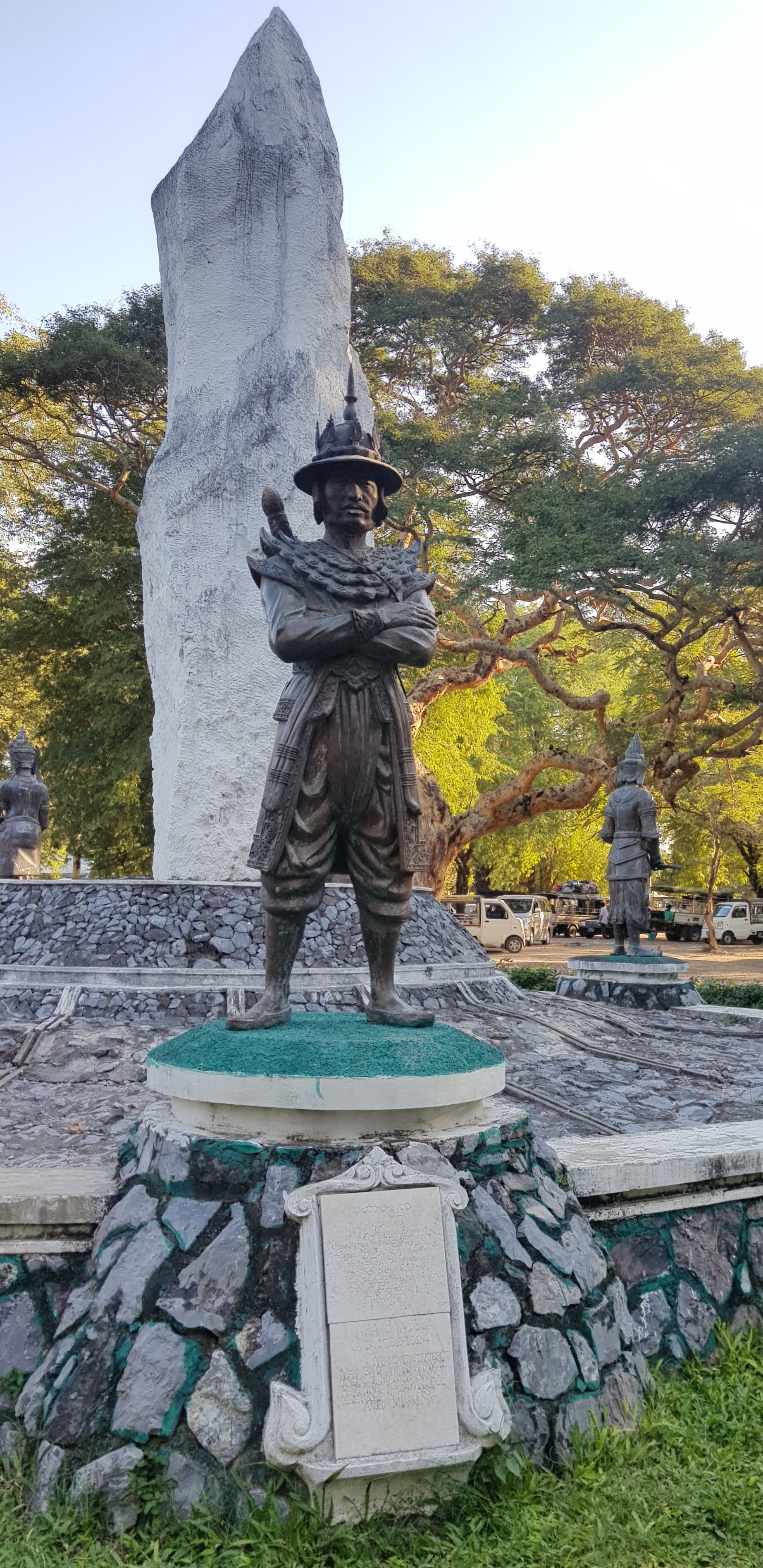
Statue moderne de Maha Bandula à Mandalay.

Maha Bandula (birman မဟာဗန္ဓုလ, məhà bàɴdu̯lɑ̯) est un général birman de la première guerre anglo-birmane, né vers 1780 à Dabayin, mort le 1er avril 1825 à Danubyu. Il a été un des principaux artisans de la politique expansionniste de la dynastie Konbaung.

## Serviteur de la couronne birmane
Il commença ses états de service sous le fils de Bodawpaya, Ain-shay-min-tha, littéralement le prince de la couronne. Pendant le règne de Bagyidaw (1819-1837), il fut le général en chef des armées birmanes lors de l'invasion du Manipur et de l'Assam, qui étaient alors sous la protection des armées britanniques.
Pendant la première guerre Anglo-birmane, il refoula les envahisseurs anglais de l'île de Shin Mapyu, située dans le delta de la Nat (Naff) dans la province d'Arakan. Ce fut la seule fois où la dynastie Konbaung réussit à battre militairement la puissance britannique. Craignant que les Birmans ne se montrent trop gourmands et ne viennent à attaquer Calcutta et à menacer les intérêts de la Compagnie britannique des Indes orientales dans le delta du Gange, les Anglais lancèrent un raid naval sur Rangoun, qu'ils prirent avec facilité. Pris à revers, Maha Bandula reçut l'ordre de se replier sur ses bases et de reconquérir le delta de l'Irrawaddy. Il dut traverser les marais et les collines de l'Arakan, épisode qui dans la légende birmane est comparable à l'épopée d'Hannibal. Il affronta les forces britanniques lors de la bataille de la pagode Shwedagon, qui se solda par un désastre pour l'armée birmane.

## Sa mort

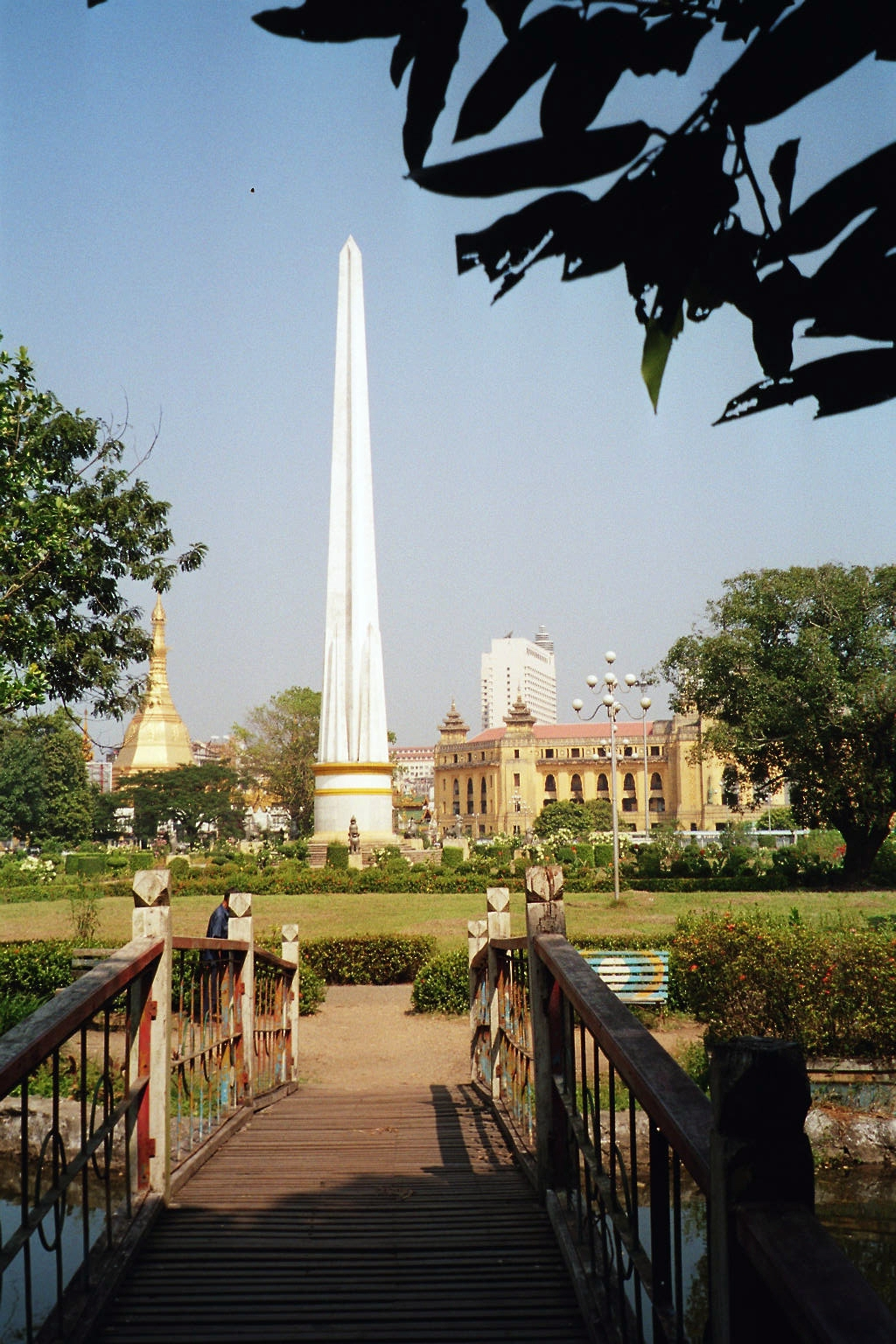
Monument de l'indépendance birmane au Parc Maha Bandula de Rangoun.

Après sa défaite, il fut dépêché en amont de l'Irrawaddy vers la ville de Danubyu pour stopper la remontée des Anglais et de leurs alliés Indiens le long du fleuve vers la capitale du royaume (Ava). Au mépris du danger, il parada en grand uniforme sous une ombrelle couverte de dorures et reçut un éclat d'obus qui le tua.

## Controverses

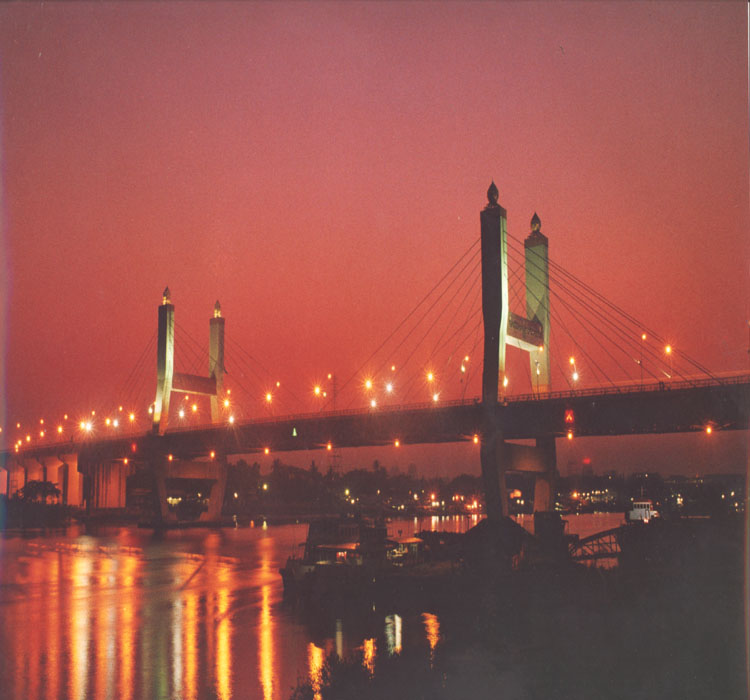
Pont Maha Bandula de Rangoun.

Les populations de l'Assam et de l'Arakan ont un souvenir cuisant de l'invasion de Maha Bandula. Ils lui reprochent de nombreux crimes de guerre. Les Birmans de leur côté le considèrent comme un héros national et n'apprécient guère qu'on touche à sa figure légendaire.
Son nom a été donné à un pont, à un parc et à deux rues importantes à Rangoun.